# Otonabee River
Otonabee River ist ein Fluss in der kanadischen Provinz Ontario.
Er bildet den Abfluss des Katchewanooka Lake bei Lakefield. Er fließt in südlicher Richtung. Dabei durchfließt er den Osten von Peterborough (mit einem Abstand von 150 m zum Stadtzentrum) und den dortigen Little Lake. Er fließt noch weitere 30 km nach Süden. Er mündet schließlich in den nordwestlichen Teil des Rice Lake, der vom Trent River zum Ontariosee hin entwässert wird. Die Gesamtlänge des Otonabee River beträgt 55 km.
In der Ojibwe-Sprache heißt der Fluss Odoonabii-ziibi („Tullibee River“). „Tullibee“ ist ein anderer Name für die Amerikanische Kleine Maräne (Coregonus artedi).
Die Uferabschnitte des Otonabee River sind öfter von Überschwemmungen infolge von Starkniederschlagsereignissen heimgesucht worden. Beispielsweise fielen am 15. Juli 2004 an einigen Stellen 240 mm innerhalb von 24 Stunden. Die Trent University betreibt ein eigenes Wasserkraftwerk am Fluss.
Cow Island ist eine Insel im Rice Lake westlich der Mündung des Otonabee River gelegen.

## Nutzung
Der Fluss ist Teil des Trent-Severn-Wasserweges, der den Ontariosee mit dem Huronsee verbindet. Es befinden sich eine Reihe von Schleusen entlang dem Flusslauf. Diese ermöglichen die Bootsfahrt vom Rice Lake den Otonabee River flussaufwärts zum Katchewanooka Lake und weiter zu den Kawartha Lakes.
Am Otonabee River liegen mehrere Wasserkraftwerke:
Das Lakefield-Kraftwerk in Lakefield liefert mit einer 2 MW-Turbine Strom.
Einige frühere Kraftwerksstandorte an den Staustufen des Flusssystems wurden aufgegeben.
Das Auburn-Kraftwerk in Peterborough liefert mit 3 Einheiten eine Leistung von 2 MW.
Das London Street-Kraftwerk in Peterborough liefert mit 3 Francis-Turbinen und einer Fallhöhe von 8,5 m eine Leistung von 4,1 MW.